# Brookfield Asset Management
Brookfield Asset Management Inc. er en canadisk multinational investeringsvirksomhed, som er blandt de største indenfor alternative investeringer. I 2022 havde de over 725 mia. amerikanske dollar under aktivforvaltning. De fokuserer på fast ejendom, vedvarende energi, infrastruktur, kredit og kapitalfonde. Brookfield har hovedkvarter i Toronto samt kontorer i New York City, London, São Paulo, Mumbai, Shanghai, Dubai og Sydney.